# Lia (Bibbia)

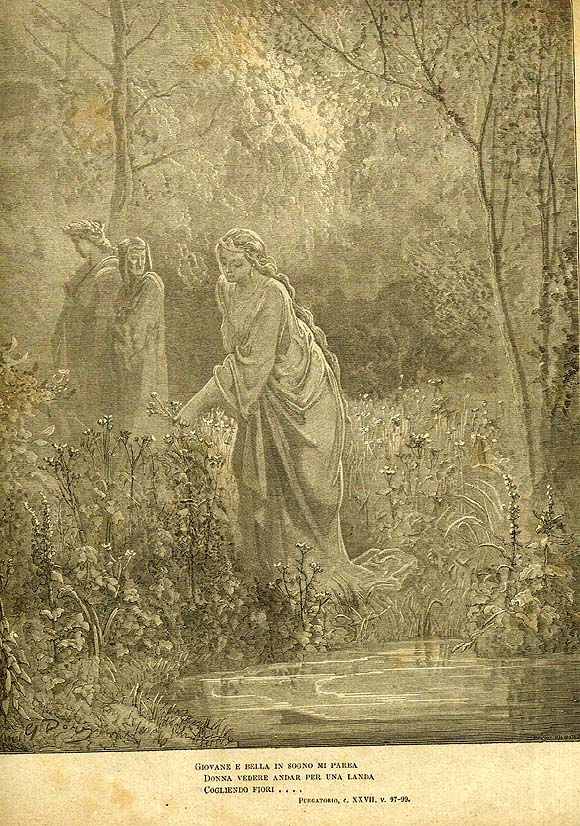
Lia, Purgatorio, Canto XXVII, illustrazione di Gustave Doré

Secondo la Bibbia, Lia o Lea (ebraico: לֵאָה) è figlia di Labano e la prima moglie di Giacobbe. Ella è inoltre sorella di Rachele, seconda moglie di Giacobbe.

## Racconto biblico
Nel libro della Genesi 29,1-30 si racconta che Giacobbe si reca presso suo zio Labano per cercare moglie. Labano ha due figlie: Lia e Rachele: 
Giacobbe si innamora di Rachele e si mette a servizio del parente per sette anni per ottenerla. Ma nella notte del matrimonio lo zio gli concede in moglie la primogenita Lia. Giacobbe otterrà in seguito anche Rachele come sua moglie.
Giacobbe ebbe da Lia sei figli: Ruben, Simeone, Levi, Giuda, Issachar e Zabulon ed una figlia, Dina. Dai figli maschi usciranno altrettante tribù d'Israele.
Alla sua morte viene sepolta da Giacobbe ad Ebron nella Tomba dei Patriarchi (cfr. Genesi 49,31).